# Nuillé-sur-Vicoin
Nuillé-sur-Vicoin település Franciaországban, Mayenne megyében. Lakosainak száma 1250 fő (2022. január 1.). Nuillé-sur-Vicoin Montigné-le-Brillant, Astillé, Entrammes, L’Huisserie, Origné és Quelaines-Saint-Gault községekkel határos.

## Népesség
A település népességének változása:
| Lakosok száma | 966  | 1028 | 1004 | 1184 | 1260 | 1231 | 1210 | 1206 | 1220 | 1250 |
|               | 1968 | 1982 | 1990 | 2006 | 2013 | 2015 | 2017 | 2019 | 2020 | 2022 |